# Лиховская волость
Лиховская волость — административно-территориальная единица Верхнеднепровского уезда Екатеринославской губернии.
По состоянию на 1886 год состояла из 2-х поселений, 2-х сельских общин. Население 3501 человек (1812 мужского пола и 1689 женского), 663 дворовых хозяйства.
|                       | Площадь десятин | В том числе пахотной, десятин |
| --------------------- | --------------- | ----------------------------- |
| Сельских общин        | 8634            | 4200                          |
| Частной собственности | -               | -                             |
| Другой собственности  | 120             | 20                            |
| Всего                 | 8754            | 4220                          |

Самые большие поселения волости:
- Лиховка — село над рекой Омельник в 35 верстах от уездного города, 3042 человек, 596 дворов, православная церковь, 13 лавок, 4 ярмарки, базар по воскресеньям.

По данным на 1908 год население волости выросло до 6784 человек (3466 мужского пола и 3318 женского), 1031 дворовое хозяйство.